# Zusatzschutz (Elektrotechnik)
Zusatzschutz oder zusätzlicher Schutz ist eine Schutzmaßnahme gegen elektrischen Schlag zusätzlich zum Basisschutz und/oder Fehlerschutz. Es handelt sich um eine ergänzende Maßnahme zur Verringerung der Gefahren für Mensch und Tier, die greift, wenn der Basisschutz oder der Fehlerschutz in einer Elektroinstallation versagen. Der Zusatzschutz ist eine zusätzliche Maßnahme und gilt alleine nicht als Fehlerschutz. Der Zusatzschutz wird international für diverse „besondere Anlagen“ mit erhöhter Gefährdung vorgeschrieben.

## Maßnahmen
Als Maßnahmen des Zusatzschutzes gelten für Deutschland gemäß DIN VDE 0100-410:2018-10 Abschnitt 415:
- Fehlerstrom-Schutzeinrichtungen (RCDs)
- Zusätzlicher Schutzpotentialausgleich

Für Deutschland gemäß DIN VDE 0100-410:2018-10 Abschnitt 411.3.3 und für Österreich gemäß ÖVE/ÖNorm E 8001-1:2010-03 Abschnitt 6 ist der Einbau einer Fehlerstrom-Schutzeinrichtung mit einem maximalen Nennfehlerstrom von 30 mA gefordert:
- Für Deutschland an Stromkreisen für Steckdosen mit einem Bemessungsstrom nicht größer als 32 A, die für die Benutzung durch Laien und zur allgemeinen Verwendung bestimmt sind, sowie in Wohnungen sämtliche Lichtstromkreise. Außerdem: Endstromkreise für im Außenbereich tragbare Betriebsmittel mit einem Bemessungsstrom nicht größer als 32 A.
- Für Österreich sowohl an Stromkreisen mit „Steckdosen für den Hausgebrauch und ähnliche Zwecke“ als auch für Stromkreise mit genormten „Steckdosen für industrielle Anwendungen“ jeweils für einen Bemessungsstrom von 16 A und zwar zusätzlich zur Anwendung der Maßnahmen des Fehlerschutzes Schutzerdung, Nullung oder Fehlerstrom-Schutzschaltung.

Anmerkung: Im Gegensatz zur ÖVE/ÖNorm E 8001-1 ist für Deutschland in der DIN VDE 0100-410:2007-06 unter Punkt 411.4.5 der Einsatz von Fehlerstrom-Schutzeinrichtungen in TN-C-Systemen (System mit Nullung) ausdrücklich untersagt.
Gemäß DIN VDE 0100-530:2018-06 müssen RCDs für den Zusatzschutz bei Wechselstromanlagen übereinstimmen mit:
- DIN EN 61008-1 (VDE 0664-10) und DIN EN 61008-2-1 (VDE 0664-11) für Fehlerstrom-Schutzschalter ohne eingebauten Überstromschutz (RCCBs); oder
- DIN EN 61009-1 (VDE 0664-20) und DIN EN 61009-2-1 (VDE 0664-21) für Fehlerstrom-Schutzschalter mit eingebautem Überstromschutz (RCBOs); oder
- DIN EN 62423 (VDE 0664-40) für Fehlerstrom-Schutzschalter mit und ohne eingebautem Überstromschutz (RCBOs und RCCBs)

Dagegen bieten PRCD und SRCD (gemäß DIN VDE 0662 oder DIN VDE 0664-50) keinen Zusatzschutz im Sinne der DIN VDE 0100-410, sondern dienen lediglich der lokalen Schutzpegelerhöhung.

## Normen
- DIN VDE 0100-410:2018-10; Errichten von Niederspannungsanlagen – Teil 4-41: Schutzmaßnahmen – Schutz gegen elektrischen Schlag.
- ÖVE/ÖNorm E 8001-1:2010-03; Errichtung von elektrischen Anlagen mit Nennspannungen bis AC 1000 V und DC 1500 V Teil 1: Begriffe und Schutz gegen elektrischen Schlag (Schutzmaßnahmen)